# 帥桂
帥桂（?—?），贵州贵阳人，清朝政治人物、進士出身。
乾隆四年（1739年）己未科進士，三甲一百十二名。后事不详。